# Aughrim (comté de Wicklow)
Pour les articles homonymes, voir Aughrim.
Aughrim  (en irlandais : Eachroim, crinière de cheval) est une petite ville dans le comté de Wicklow, en Irlande. 

## Vue d'ensemble
La localité se trouve dans une vallée à l'est de l'Irlande où les rivières Ow et Derry se rejoignent pour former la rivière Aughrim.
Aughrim se trouve sur la route R747, route régionale qui relie Arklow à Baltinglass.
Aughrim est un site d'extraction de granit. Le matériau a été largement utilisé pour les constructions locales, ce qui confère au village une architecture particulière. Des maisons mitoyennes en granit ont été construites - dont une forge et un hôtel de ville - à la demande du comte de Meath.
Aughrim est un lieu de production agricole, horticole et de transformation du bois.

## Histoire
Le pont de Rednagh, au sud du village, a été le théâtre d’un affrontement entre les forces de la Couronne et les rebelles lors de la rébellion irlandaise de 1798.
Une plaque sur le pont commémore Anne Devlin, ancienne employée, alliée à Robert Emmet, un révolutionnaire pendu en 1803 pour avoir dirigé un soulèvement avorté.

## Environnement
Aughrim a été lauréate de l'Irish Tidy Towns, sacrée meilleure candidate du comté de Wicklow, de 1996 à 2007, et a remporté l'Irish Tidy Towns Competition, niveau national, en 2007. 
La localité est devenue un lieu prisé des promeneurs. Le chemin de randonnée de Sean Linehan commence par le pont Tinakilly du côté est du village, tandis que le chemin Ciaran Shannon, à l'ouest, est accessible via Rednagh Road ou en stationnant au village d'Annacurragh. 
Les deux randonnées permettent la découverte de forêts et de rivières, avec une faune et une flore abondantes, le long de sentiers forestiers bien entretenus.

## Sports
Aughrim est un centre sportif dans le comté de Wicklow. 
La localité abrite les terrains de l’Association Athlétique Gaélique (GAA) du comté de Wicklow. Le stade où joue l'équipe du Wicklow GAA est lui aussi situé dans cette ville. L'Aughrim County Ground peut accueillir 10 000 spectateurs.
La pêche à la truite arc-en-ciel et à la truite brune se pratique dans le lac Angling for All et dans la rivière Aughrim. Le lac est apprécié des randonneurs tout comme le terrain de jeu à proximité. 
Un parcours de golf conçu par Paul McGinley est en service à Macreddin.
Le club Aughrim Rugby est basé dans le complexe communautaire et sportif de Rednagh Road. Des joueurs de mini rugby de 6 ans à 12 ans sont accueillis à partir de la saison 2011/2012.

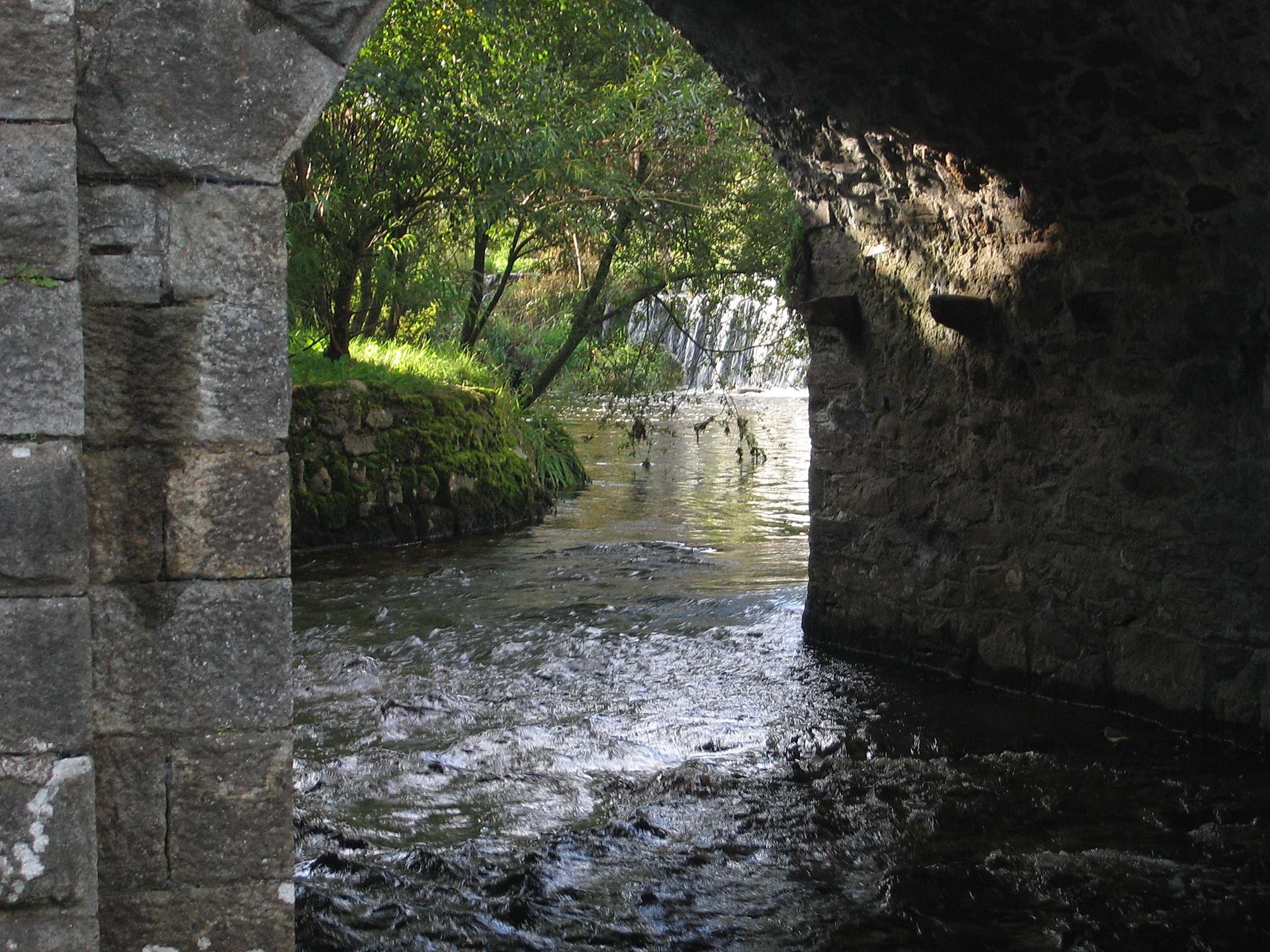
La rivière Aughrim.

## Personnalités locales
Né à Aughrim :
- Shane Byrne, rugbyman international irlandais.

A vécu à Aughrim :
- Tara Blaise, chanteuse de rock, pop, folk.